# Rafał Majka
Rafał Majka, poljski kolesar, * 12. september 1989, Zegartowice, Poljska.
Majka je poljski profesionalni kolesar, ki trenutno tekmuje za UCI WorldTeam ekipo UAE Team Emirates. Znan je kot specialist za vzpone, prvič je opozoril nase na Dirki po Italiji leta 2013, ko je osvojil sedmo mesto v skupnem seštevku, leto za tem pa šesto. Na Dirki po Franciji je osvojil tri etapne zmage na gorskih etapah in v letih 2014 in 2016 osvojil Pikčasto majico za najboljšega po točkah na gorskih ciljih. Leta 2014 je osvojil dve etapni in skupno zmago na Dirki po Poljski. Na Poletnih olimpijskih igrah 2016 v Riu de Janeiru je osvojil bronasto medaljo na cestni dirki in istega leta tudi naslov poljskega državnega prvaka v cestni dirki. Leta 2017 se je prvič na dirkah Grand Toura uvrstil med prve tri v skupnem seštevku s tretjim mestom na Dirki po Španiji, kjer je skupno osvojil dve etapni zmagi, leta 2017 je osvojil tudi Dirko po Sloveniji.